# Trakiya Heights
Die Trakiya Heights (englisch; bulgarisch Тракийски възвишения Trakijski waswischenija) sind ein in nordwest-südöstlicher Ausdehnung 10 km langes, 5,9 km breites und im Irakli Peak bis zu 1336 m hohes Gebirge im Grahamland auf der Antarktischen Halbinsel. Auf der Trinity-Halbinsel wird es nach Norden durch den Russell-West-Gletscher, nach Nordosten durch den Russell-East-Gletscher, nach Südwesten durch den Victory-Gletscher und nach Nordwesten durch das Zlidol Gate begrenzt. Der Prinz-Gustav-Kanal liegt südöstlich. 
Deutsche und britische Wissenschaftler kartierten es 1996 gemeinsam. Die bulgarische Kommission für Antarktische Geographische Namen benannte es 2010 nach der historischen Balkanlandschaft Thrakien.